# Amechana
Amechana is een kevergeslacht uit de familie van de boktorren (Cerambycidae). De wetenschappelijke naam van het geslacht werd voor het eerst geldig gepubliceerd in 1864 door Thomson.

## Soorten
Amechana omvat de volgende soorten:
- Amechana javanica Breuning, 1943
- Amechana nobilis Thomson, 1864